# Ashton Eaton
Ashton Eaton (Bend, Oregón, EE. UU., 21 de enero de 1988) es un exatleta estadounidense de decatlón. Durante su carrera deportiva ostentó títulos olímpicos y mundiales, así como la marca mundial de la especialidad. También fue el campeón mundial del heptatlón en pista cubierta, del que además posee la marca absoluta. El 2015 fue reconocido como el «Atleta del año» por la IAAF.

## Trayectoria
Inició su carrera en el atletismo en el año 2006 con la Universidad de Oregón. Ya en el 2008 lograba el título de la NCAA en decatlón con 8055 puntos, el cual repetiría el año siguiente en el que también obtuvo el primer lugar en pista cubierta. Además formó parte del equipo estadounidense para el campeonato mundial de Berlín 2009 donde ocupó el 18º puesto (8061 pts.).
El año 2010 impuso la marca mundial en pista cubierta en el campeonato de la  NCAA (6499 pts.), y obtuvo su tercer triunfo consecutivo a cielo abierto. Sin embargo, en el mes de febrero de 2011 mejoró su propio récord absoluto en pista cubierta en Tallin (Estonia), con 6568 puntos; y en su segunda participación en un campeonato mundial, conquistó la medalla de plata  (8505 pts.) por detrás de su compatriota Trey Hardee, a quien también ha considerado como su modelo en la especialidad.
En el año 2012, logró nuevas marcas mundiales tanto en pista cubierta como a cielo abierto. En el campeonato mundial en pista cubierta de Estambul se llevó el primer puesto con una nueva plusmarca mundial al totalizar 6645 puntos en el heptatlón; y en las pruebas clasificatorias para los Juegos Olímpicos de Londres, que se desarrollaron en su estado natal de Oregón y bajo un clima lluvioso, superó la marca mundial del decatlón que había estado en poder de Roman Šebrle desde el 2001. Eaton necesitaba un tiempo de 4:16,37 en la última prueba de los 1500 m para batir dicho récord, y acabó con un registro de 4:14,48 para acumular 9039 puntos. Ya en el día anterior, había impuesto las plusmarcas para el decatlón en los 100 m (10,21 s) y en el salto de longitud (8,23 m).
En Londres, se convirtió en el decimotercer estadounidense en obtener el título olímpico con un total de 8869 puntos; mientras que en el segundo puesto se ubicó Trey Hardee. Como reconocimiento a su destacada temporada, la USTAF le otorgó el premio Jesse Owens junto a Allyson Felix.
En el 2013 se presentó en Moscú para su segunda asistencia a un  campeonato mundial y ganó la medalla de oro con  8809 puntos, por lo que se consagró como el primer decatleta que ha ostentado títulos absolutos a cielo abierto y en pista cubierta, los récords mundiales en ambas especialidades, así como el título olímpico.
En el 2014 se presentó para la defensa del título mundial en pista cubierta en Sopot, teniendo a la vista superar su propia marca mundial. De hecho, ganó la medalla dorada, pero quedó apenas a 13 puntos del récord al lograr 6632 puntos, que pese a todo es el segundo mejor registro en la historia de la especialidad.
El 2015 tenía como desafío su cuarta presentación en campeonatos mundiales. El evento se celebró en Pekín donde estableció una nueva marca mundial de las pruebas combinadas con 9045 puntos, y se convirtió en el primer decatleta desde los años 1980 en conseguir plusmarcas absolutas de forma consecutiva; y además, en el primero en conseguirlo en un mundial de atletismo. Su estelar faena incluyó un nuevo récord de 400 m del decatlón al marcar 45,00 s,  la cual se había mantenido desde los Juegos Olímpicos de 1968. Por este logro fue reconocido con el Premio Jesse Owens por segunda ocasión en su carrera, y también como el «Atleta del año» por parte de la IAAF junto a Genzebe Dibaba. Tres años después su plusmarca mundial al aire libre fue superada por el francés Kévin Mayer.
Con la motivación de presentarse en su estado natal, en marzo del 2016 Eaton participó en su tercer campeonato mundial en pista cubierta desarrollado en Portland donde partía como claro favorito del heptatlón. Pese a que la semana previa había sufrido un accidente en esa misma ciudad en la que una pértiga había caído sobre su cabeza que le provocó una herida que debió ser suturada, el estadounidense ganó por tercera ocasión consecutiva la medalla dorada del evento con un puntaje de 6470, casi 300 puntos por delante del segundo puesto del ucraniano Olekisiy Kasyanov (6182 pts.). 
Aunque tuvo el sinsabor de no haber superado la marca mundial en poder de él mismo, sí pudo congratularse que su esposa, Brianne Theisen-Eaton, también especialista en pruebas combinadas, ganara el pentatlón en el mismo campeonato. Ambos publicaron en la cuenta conjunta de Twitter del matrimonio (@WeAreEaton):«Al fin logramos nuestras dos medallas doradas largamente esperadas».
Eaton se presentó para sus segundos Juegos Olímpicos, desarrollados en Río de Janeiro el año 2016, como el indiscutible favorito. De hecho, tras la primera jornada gozaba de una ventaja de 121 sobre el polaco Kai Kazmirek. Sin embargo, antes de la última prueba de los 1500 m se encontraba 44 puntos por delante de Kévin Mayer por lo que necesitaba ubicarse a 6,4 s de distancia del francés. Asimismo, para igualar el récord olímpico sería suficiente un tiempo menor a 4:23,40. El estadounidense logró ambos propósitos (obtuvo un tiempo de 4:23,33) lo que le brindó su segunda victoria olímpica consecutiva para convertirse además en el tercero en realizarlo junto a Bob Mathias (1948, 1952) y Daley Thompson (1980, 1984).
Sin embargo, el 4 de enero de 2017 tanto él como su esposa (ambos con 28 años cumplidos) anunciaron la decisión de poner fin a sus carreras deportivas. Parte del comunicado de Ashton contenía estas palabras:

Han transcurrido 10 años...y es la hora de dejar el atletismo; es la hora de hacer cosas nuevas. Para ser franco, no hay mucho que desee hacer dentro del deporte. Di lo mejor de mis años para descubrir y traspasar mis límites. ¿Los alcancé? Para ser honesto, no estoy seguro que alguien lo haya hecho. Parece que el tiempo se nos va de las manos o se acaba antes que demos lo mejor de nosotros mismos...

## Marcas personales

### Aire libre
| Prueba            | Marca/ Viento | Lugar                             | Fecha      |
| ----------------- | ------------- | --------------------------------- | ---------- |
| 100 m             | 10,21 s +0,4  | Eugene, OR (USA)                  | 22/06/2012 |
| 200 m             | 20,76 +1,8    | Walnut, CA (USA)                  | 19/04/2013 |
| 400 m             | 45,00 s*      | Pekín, (CHN)                      | 28/08/2015 |
| 1500 m            | 4:14,48       | Eugene, OR (USA)                  | 23/06/2012 |
| 110 m vallas      | 13,35 s +1,8  | Eugene, OR (USA)                  | 04/06/2011 |
| 400 m vallas      | 48.69 s       | Glasgow Grand Prix, Glasgow (GBR) | 11/07/2014 |
| Salto de altura   | 2,11 m        | Burnaby, (CAN)                    | 10/06/2012 |
| Salto con pértiga | 5,40 m        | Portland, (USA)                   | 08/08/2015 |
| Salto de longitud | 8,23 m* +0,8  | Eugene, OR (USA)                  | 22/06/2012 |
| L. de peso        | 15,40 m       | Palo Alto, CA (USA)               | 30/03/2013 |
| L. de disco       | 47,36 m       | Chula Vista, CA (USA)             | 14/08/2011 |
| L. de jabalina    | 66,64 m       | San Luis Obispo, CA (USA)         | 16/03/2013 |
| Decatlón          | 9045 pts.     | Pekín, China                      | 29/08/2015 |

* Mejor marca para el decatlón.

### Pista cubierta
| Prueba            | Marca       | Lugar                    | Fecha               |
| ----------------- | ----------- | ------------------------ | ------------------- |
| 60 m              | 6,66 s      | Sopot (POL) Tallin (EST) | 7/03/2014 5/02/2011 |
| Salto de longitud | 8,16 m*     | Estambul (TUR)           | 9/03/2012           |
| L. de peso        | 15,05 m     | Boston, MA (USA)         | 8/02/2014           |
| Salto de altura   | 2,11 m      | Fayetteville, AR (USA)   | 12/03/2010          |
| 60 m vallas       | 7,51 s*     | Nueva York (USA)         | 14/02/2015          |
| Salto con pértiga | 5,40 m      | Boston, MA (USA)         | 14/02/2016          |
| 1000 m            | 2:32,67     | Fayetteville, AR (USA)   | 13/03/2010          |
| Heptatlón         | 6645 pts.** | Estambul (TUR)           | 29/08/2015          |

* Mejor marca para el heptatlón.
** Récord mundial.